# Јулијана Вучо
Јулијана Вучо (Београд, 25. новембар 1953) професорка је италијанског језика и образовне лингвистике на Катедри за италијанистику на Филолошком Факултету у Београду, и Витез Републике Италије.

## Биографија
Јулијана Вучо је рођена у Београду 1953. године. Унука је српских уметника, чланова београдске групе надреалиста, писца Александра Вуча и његове супруге Јулијане. Завршила је Осму београдску гимназију (данашња Трећа београдска гимназија) 1972. и дипломирала на Катедри за италијанистику 1976. године. Од 1977. до 1982. радила је као преводилац у Амбасади СФРЈ у Риму, а од 1982. до 1987. као професор у Институту за стране језике, у Београду. Од 1987. до 1999. предавала је италијански језик на Филолошком факултету у Београду, у звању лектора. Магистрирала је 1991. с темом Социолингвистичка анализа наставе италијанског језика на течајевима за одрасле у Београду, а докторирала 1997. с темом Критерији за селекцију лексичке грађе уџбеника италијанског језика за странце. Од 1999. до 2004. у звању је доцента, од 2004. до 2010. у звању ванредног професора, а од тада у звању је редовног професора.
Вучо је аутор серије уџбеника италијанског језика за основну и средњу школу и универзитетске студије. Била је дидактичко-научни руководилац програма подучавања италијанског језика Progetto Balcani, у организацији IcoN-a, а за едуковање службеника и руководилаца државних установа Албаније, Босне и Херцеговине, Хрватске, Србије и Црне Горе и Македоније. Предавала је на универзитетима у Барију, Сијени, Фођи, Трсту, Молизеу, Торину, Загребу, Љубљани и на Универзитету Канзаса у Лоренсу (САД). Излагала је на скуповима на универзитетима у Фиренци, Трсту, Барију, Бергаму, Модени, Пескари, Дуизбургу, Солуну, Печују, Бриселу, Медисону, Лексингтону, Хонолулуу и Филаделфији.

### Књиге
- Kако се учио језик : поглед у историју глотодидактике од прапочетака до Другог светског рата / Јулијана Вучо. - Београд : Министарство за науку и заштиту животне средине : Филолошки факултет, 2009 (Београд : ДС принт). - 317 стр. : илустр. ; 24 цм
- Elementi di lingua italiana : esercizi / Julijana Vučo, Saša Moderc, Zenica Raspor. - 2. izd. - Beograd : Filološki fakultet, 2011 (Beograd : Studio Line). - 550 str. : tabele ; 29 cm (више издања)
- Збирка тестова са пријемних испита из италијанског језика / Јулијана Вучо, Катарина Завишин, Зеница Распор. - 3. допуњено изд. - Београд : Филолошки факултет, 2015 (Београд : Белпак). - 94 стр. ; 30 cm. - (Едиција Пријемни испит)
- Од српског као страног језика до српског као језика окружења и образовања : оквир програма језичке подршке / Јулијана Вучо ... [и др.]. - Београд : Филолошки факултет Универзитета, 2018 (Београд). - 128 стр. : табеле ; 24 cm

### Преводи
- Istorija Italijana / Đulijano Prakači ; prevele s italijanskog Vesna Kilibarda [i] Julijana Vučo. - Podgorica [i dr.] : CID [i dr.], 2010 (Beograd : Birograf comp). - 462 str. ; 24 cm. - (Biblioteka Istraživanje istorije)
- Svinje s krilima / Roko i Antonija ; [prevela s italijanskog Julijana Vučo]. - Beograd : Prosveta, 1984. - 144 str. ; 21 cm. - (Biblioteka Erotika)
- Istorija italijanske književnosti. Tom 1 / Đulio Feroni ; urednik izdanja Vesna Kilibarda ; [preveli sa italijanskog Mirela Radosavljević ... et al.]. - Podgorica : CID, 2005 (Beograd : Grafolik). - XLIX, 536 str. : ilustr. ; 25 cm. - (Biblioteka Universitas / [CID, Podgorica])
- Pet drama / Luiđi Pirandelo ; prevela Julijana Vučo. - Beograd : Nolit, 1984. - 415 str. ; 20 cm. - (Biblioteka Nolit. Drame)
- Венецијанско сликарство XVIII века : култура и друштво у Венецији : Народни музеј-Београд, март-мај 1990 / [аутор изложбе Ђована Непи Шире ; превод Јулијана Вучо, Мирела Радосављевић, Зоран Радисављевић]. - Београд : Народни музеј : "Слободан Јовић", 1990 (Београд : "Слободан Јовић"). - 92 стр. : илустр. ; 29 cm
- Зашто Италијани воле да причају о јелу / Елена Kостјукович ; с италијанског превели Елизабет Васиљевић ... [ет ал.] ; предговор написао Умберто Еко. - Београд : Паидеиа, 2007 (Београд : БИГЗ). - 533 стр. : илустр. ; 24 цм. - (Библиотека Призма)

### Чланци
- У потрази за сопственим моделом двојезичне наставе / Јуљана Вучо. - Штампано двостубачно. - Summary. - Библиографија: стр. 53-54. - У: Иновације у настави страних језика / уредили Ана Вујовић, Ивица Радовановић, Биљана Требјешанин. - Београд : Учитељски факултет, 2006. -  86-7849-079-9. - Стр. 41-54.
- Izbor dela iz metodike nastave stranih jezika i italijanskog jezika kao stranog jezika objavljenih u Italiji u periodu 1990-1994. / Julijana Vučo. - У: Glossa. - ISSN 0354-5733. - God. 1, br. 2 (1995), str. 51-54

### Излагања на конференцији
- Савремене тенденције у настави страних језика - улога библиотеке / Јулијана Вучо. - Библиографија: стр. 124-126. - Сажетак. - У: Деца и библиотеке / уредник Александра Вранеш. - Београд : Филолошки факултет Универзитета : Библиотекарско друштво Србије, 2006. -  86-86419-10-0. - Стр. 115-127
- Foreign language policy : the Italian language in Serbia and Montenegro today / Julijana Vučo. - Bibliografija: str. 385-386. - У: The Romance Balkans / edited by Biljana Sikimić, Tijana Ašić. - Belgrade : Institute for Balkan Studies SASA, 2008. - (Special Editions ; 103). -  978-86-7179-060-4. - Str. 375-386
- Прва искуства у формирању ITALBEG корпуса писане и усмене продукције италијанског језика као страног за академске потребе / Јулијана Вучо. - Сажетак. - У: Дигитализација културне и научне баштине, универзитетски репозиторијуми и учење на даљину. Kњ. 4, Учење на даљину и интерактивна настава / уредници Александра Вранеш, Љиљана Марковић, Гвен Александер. - Београд : Филолошки факултет Универзитета ; [Вичита] : Универзитет Емпориа ; Београд : Народна библиотека Србије, 2012. -  978-86-6153-108-8. -  978-86-6153-105-7. - Стр. 295-296
- Српски као страни у раном и адолесцентном узрасту / Јулијана Вучо. - Библиографија: стр. 108-109. - У: Српски као страни језик у теорији и пракси / [главни уредник Милорад Дешић]. - Београд : Министарство просвете и спорта Републике Србије : Филолошки факултет, Центар за српски као страни језик, 2007. -  978-86-86419-21-7. - Стр. 99-110
- Италија с ове стране Јадрана : мотивациони ставови и културни стереотипи студената италијанистике / Јулијана Вучо, Милица Недељковић, Ивана Митић. - илустр. - Библиографија: стр. 506 - 507. - У: Савремене тенденције у настави језика и књижевности / приредила Јулијана Вучо. - Београд : Министарство за науку и заштиту животне средине : Филолошки факултет Универзитета, 2007.

### Уредник
- Језик и образовање / уредници Јулијана Вучо и Оливера Дурбаба. - Београд : Филошки факултет Универзитета, 2013 (Београд : Белпак). - 482 стр. : илустр. ; 24 cm. - (Едиција Филолошка истраживања данас = Edition Philological Esearch Today ; том 2)
- Book of Abstracts / [Conference] Improving Specific Subject Didactics at the Teacher Training Faculties - ISDTF 2011, 20-21 October 2011, Serbian Academy of Sciences and Arts, Belgrade, Serbia ; [organisation] Serbian Academy of Sciences and Arts, Committee for Education of Presidency of the Academy ; edited by Milosav M. Marjanović ... [et al.]. - Belgrade : Serbian Academy of Sciences and Arts, Committee for Education of the Presidency of the Academy, 2011 (Belgrade : Serbian Academy of Sciences and Art). - 59 str. ; 22 cm

## Награде
Године 2005. добила је Награду за академске заслуге на Четрнаестом светском конгресу Друштава за примењену лингвистику на Универзитету у Висконсину, а од Републике Италије Орден витеза за заслуге у ширењу италијанског језика у Србији и Црној Гори.